# Peaudouce
Peaudouce est une marque française de couches-culottes jetables abandonnée en 1999 et relancée en France en 2022.

## Historique
En 1971, les frères Willot importent la technologie de la couche Pampers développée par Procter & Gamble et la commercialisent en France sous le nom de Peaudouce.
En 1984, Bernard Arnault achète Boussac qui possède alors la marque Peaudouce.
Svenska Cellulosa Aktiebolaget (SCA) achète Peaudouce à Bernard Arnault en janvier 1988.
En 1996, la marque est vendue à son concurrent Kimberly Clark uniquement pour le marché français. Les usines du Nord de la France restent la propriété de SCA. Kimberly Clark se retrouve alors avec deux marques commerciales pour le même segment de produits : Huggies et Peaudouce. Conformément à sa politique de globalisation, Kimberly Clark décide de conserver uniquement Huggies. Peaudouce disparaît en 1999 du paysage européen[réf. nécessaire].
En 2020, le Groupe Lemoine rachète la marque Peaudouce en France et relance la production dans les Vosges[réf. nécessaire].